# Poronaïsk
Poronaïsk (en russe : Поронайск ; en japonais : 敷香町, Shikuka) est une ville de l'oblast de Sakhaline, en Russie et le centre administratif du raïon de Poronaïsk. Sa population s'élève à 16 117 habitants en 2022.

## Géographie
Poronaïsk est située au fond de la baie Patience, sur la côte orientale de l'île de Sakhaline, près de l'embouchure du fleuve Poronaï, qui a donné son nom à la ville. Elle se trouve à 253 km au nord de Ioujno-Sakhalinsk, à 591 km à l'est-nord-est de Khabarovsk et à 6 472 km à l'est de Moscou.

### Climat
| Mois                                        | jan.       | fév.       | mars       | avril      | mai       | juin      | jui.      | août     | sep.      | oct.       | nov.       | déc.       | année      |
| ------------------------------------------- | ---------- | ---------- | ---------- | ---------- | --------- | --------- | --------- | -------- | --------- | ---------- | ---------- | ---------- | ---------- |
| Température minimale moyenne (°C)           | −20,4      | −20,2      | −12,4      | −3,3       | 1,8       | 6,9       | 11,5      | 12,7     | 7,8       | 0,7        | −8,5       | −18,1      | −3,5       |
| Température moyenne (°C)                    | −14,9      | −13,6      | −6,8       | 0,1        | 5         | 9,9       | 13,9      | 15,8     | 12,3      | 5,4        | −4         | −12,9      | 0,9        |
| Température maximale moyenne (°C)           | −9,6       | −7,7       | −2,1       | 3,6        | 9,1       | 13,7      | 17        | 19,3     | 17        | 10,2       | 0,6        | −7,8       | 5,3        |
| Record de froid (°C) date du record         | −39,8 1910 | −39,1 1911 | −34,2 1922 | −23,5 1914 | −8,1 1985 | −2,5 2017 | 0,3 1909  | 1,5 1992 | −3,3 1940 | −13,2 1979 | −29,8 1914 | −36,7 2019 | −39,8 1910 |
| Record de chaleur (°C) date du record       | 2 1989     | 5 1960     | 12 1990    | 19,8 2019  | 33,5 1938 | 33,9 1988 | 35,3 2021 | 35 1999  | 30,1 2010 | 23,5 2018  | 16,1 1990  | 8,4 1953   | 35,3 1999  |
| Précipitations (mm)                         | 31         | 23         | 44         | 60         | 73        | 69        | 86        | 102      | 105       | 102        | 54         | 42         | 791        |
| Record de pluie en 24 h (mm) date du record | 35 1915    | 62 1994    | 39 1960    | 71 2011    | 62 1999   | 92 1948   | 74 2015   | 135 1924 | 174 1985  | 121 1928   | 78 1983    | 67 2010    | 174 1985   |

| Diagramme climatique                                  |             |             |           |          |           |          |             |          |            |           |             |
| J                                                     | F           | M           | A         | M        | J         | J        | A           | S        | O          | N         | D           |
| −9,6−20,431                                           | −7,7−20,223 | −2,1−12,444 | 3,6−3,360 | 9,11,873 | 13,76,969 | 1711,586 | 19,312,7102 | 177,8105 | 10,20,7102 | 0,6−8,554 | −7,8−18,142 |
| Moyennes : • Temp. maxi et mini °C • Précipitation mm |             |             |           |          |           |          |             |          |            |           |             |

## Histoire
L'origine de Poronaïsk remonte à la fondation d'un avant-poste russe nommé Tikhmenevski post (Тихменевский пост), établi près de communautés aïnoues. Après la guerre russo-japonaise de 1904-1905, le traité de Portsmouth fit passer la ville sous souveraineté japonaise — comme toute la partie méridionale de l'île de Sakhaline, au sud du 50e degré de latitude — et fut renommée Shikuka (敷香町 - machi). Après la Seconde Guerre mondiale, la localité devint soviétique. Elle reçut le statut de ville et fut renommée Poronaïsk, d'après le nom du fleuve côtier, le Poronaï, dont l'embouchure se trouve à proximité.

## Population
Recensements (*) ou estimations de la population:
| 1941   | 1959   | 1967   | 1970*  | 1979*  | 1989*  | 1992   | 1996   |
| ------ | ------ | ------ | ------ | ------ | ------ | ------ | ------ |
| 30 310 | 21 570 | 23 000 | 23 610 | 24 669 | 25 971 | 26 100 | 23 900 |

| 1998   | 2000   | 2001   | 2002*  | 2003   | 2004   | 2005   | 2006   |
| ------ | ------ | ------ | ------ | ------ | ------ | ------ | ------ |
| 22 800 | 21 800 | 21 500 | 17 954 | 18 000 | 17 600 | 17 418 | 17 091 |

| 2007   | 2008   | 2009   | 2010*  | 2011   | 2012   | 2013   | 2014   |
| ------ | ------ | ------ | ------ | ------ | ------ | ------ | ------ |
| 16 871 | 16 691 | 16 565 | 16 120 | 16 100 | 15 768 | 15 476 | 15 251 |

| 2015   | 2016   | 2017   | 2018   | 2019   | 2020   | 2021   | 2022   |
| ------ | ------ | ------ | ------ | ------ | ------ | ------ | ------ |
| 15 262 | 15 174 | 15 311 | 15 311 | 15 388 | 15 561 | 15 777 | 16 117 |